# Gilles Mbang Ondo
Pour les articles homonymes, voir Mbang (homonymie) et Ondo (homonymie).
Gilles Mbang Ondo, né le 10 octobre 1985 à Libreville, est un footballeur gabonais. Il évolue comme attaquant.

## Biographie
Formé au Paris Saint-Germain, il n'est pas retenu et signe un contrat de stagiaire avec l'AJ Auxerre en 2004.
Il intègre l'équipe réserve du club bourguignon en 2005, il y reste deux saisons sans réussir à percer et se retrouve en fin de contrat en 2007.
Sans propositions concrètes, Gilles rebondit au SC Eisenstadt, un club de troisième division autrichienne. Il n'y reste qu'une saison avant de rejoindre le club islandais du UMF Grindavík.
Là-bas il s'épanouit, auteur de 14 buts en 30 matchs au bout de 18 mois, son club reçoit des offres de clubs suédois, mais le club islandais est trop gourmand. En janvier 2010, il effectue des essais en Grèce et dans le club allemand du FC Hansa Rostock, mais là encore son club est trop gourmand quand les Allemands veulent le recruter.
Finalement Gilles reste en Islande jusqu'à la fin de son contrat en novembre 2010, et le club ne touche aucune indemnité de transfert. Le 3 novembre 2010, il rejoint donc l'Australie pour effectuer un essai au Sydney FC.
Toutefois ses stats en Islande (50 matchs et 28 buts) ne sont pas passées inaperçues en Europe, et après quelques touches en France il rejoint le championnat de Norvège.
Le 18 novembre 2010, il signe un bail de deux saisons (plus une en option) avec le Stabæk Fotball.
Pour son troisième match de championnat, il marque son premier but en Norvège et donne la victoire à son équipe (2-1) contre le champion en titre, Rosenborg BK.
Après de bons débuts sous son nouveau maillot, une blessure contrarie sa progression en Norvège. 
Il signe en décembre 2011 dans le club norvégien de Sandnes ULF afin de relancer sa prometteuse carrière scandinave.
Lors du mercato d'été 2012, il s'envole vers Dubai...

## Sélection nationale
- Gabon : 4 sélections

Gilles Mbang Ondo a connu sa première sélection le 7 septembre 2008 contre le Lesotho lors d'un match comptant pour les quafilications à la Coupe du monde 2010. Le Gabon s'impose (3-0), Gilles étant entré en cours de jeu.

## Palmarès
- Meilleur buteur du Championnat d'Islande en 2010.